# 辛坊治郎の万博ラジオ
『辛坊治郎の万博ラジオ』（しんぼうじろうのばんぱくラジオ）は、朝日放送ラジオ（ABCラジオ）で2023年4月6日から放送しているトーク番組。パーソナリティは辛坊治郎。

## 番組概要
朝日放送ラジオは2023年の元日特番として、過去に同局でラジオ番組を受け持ってた大阪万博時、多感な年齢だった辛坊が、地元である埼玉県入間市から親類宅に1、2週間程宿泊して会場に通い詰めて、人生観が変わったと称した感動を原体験とし、大阪・関西万博の最新情報をポータルサイト的な構成で盛り込んで発信するトーク番組を編成。また、辛坊はこの番組のオファーを受けるに当たり条件として、通常の政府広報番組の様に政府、府、市や博覧会協会が紐付きの番組提供スポンサーとして付いておらず、大阪・関西万博の準備現場を辛坊の主観で喋りにくい環境下では無い事を確認したと明かしている。番組アシスタントは、同局で共演した女性アナウンサーのアシスタントでは無く、特番放送年度の新人アナウンサーである福戸を起用した。
特番放送後、2023年3月23日に朝日放送ラジオが同年上半期の番組編成会見を行い、当該番組のレギュラー編成への昇進を発表。
また、辛坊が同局にて番組を受け持っていた同時期に他局で放送していた番組と同様にラジオブース内の様子を動画撮影して、朝日放送ラジオのYouTubeチャンネルでほぼノーカット版とradikoタイムフリー公開終了以降にアーカイブ版、それ以外にも辛坊が首都圏で番組を持っているニッポン放送のPodcastプラットフォーム「ニッポン放送 PODCAST STATION」でも音源を配信している。また、前述の他局で放送していたラジオ番組同様、辛坊のYouTubeチャンネルにて取材動画をアップロードしている。
基本的にゲストとの対談コーナーは前後編2回シリーズとなっているが、2024年4月6日の京都大学大学院教授・佐野真由子との「そもそも万博とは何だったのか？」をテーマにした対談は、本来前編を放送する予定だったのが、13日に放送すべき後編を誤って放送してしまい、聴取者や佐野らから指摘があり、X（Twitter）でも謝罪した。これは、スタッフが前編を放送し終えたものと解釈し、誤って放送テープを取り違えた人為ミスとされている。なお本来放送すべき6日の前編は13日の初回放送時に流し、後編を15日未明（14日深夜）2時30分から2時45分に再放送する処置をとった。
2025年4月13日に2年間の放送を終了。最終回は2時間の拡大版として万博の会場より公開生放送を行った。

## 出演者

### パーソナリティ
- 辛坊治郎（シンクタンク・大阪総合研究所主宰。元ニュースキャスター、読売テレビアナウンサー・報道局局長待遇解説委員長、Youtuber） - 2023年4月6日 -

### アシスタント
- 福戸あや（朝日放送テレビアナウンサー） - 2023年4月6日 -

## 放送時間
- 土曜 12:00 - 12:15 - 2023年4月6日 -